# Rudolf Langendorf
Rudolf Langendorf (* 29. Dezember 1894 in Hausen im Wiesental /Baden; † 15. September 1942 in Stuttgart) war ein deutscher kommunistischer Widerstandskämpfer gegen das Naziregime.

## Leben
Langendorf war der Sohn einer kleinbürgerlich-katholischen Familie. Nach einer kaufmännischen Ausbildung arbeitete er als Buchhalter. In der Novemberrevolution gehörte er dem Arbeiter- und Soldatenrat von Lörrach an. In dieser Zeit lernte er seine spätere Frau Anette Glanzmann kennen. Langendorf trat 1919 in Mannheim in die Kommunistische Partei Deutschlands (KPD) ein und hat Anfang der 1920er Jahre mit der
Kommunistischen Arbeiterpartei Deutschlands (KAPD) sympathisiert. 1925 zu einer dreijährigen Zuchthausstrafe verurteilt, wurde Langendorf nach seiner Entlassung Mitarbeiter der KPD-Bezirksleitung Baden und war dort vornehmlich für den Literaturvertrieb zuständig. Im März 1933 wurde er verhaftet. Er saß bis 1935 in den KZs Heuberg, Ankenbuck und KZ Kislau in „Schutzhaft“. Nach seiner Freilassung suchte er die Verbindung zu dem ihm schon aus der Weimarer Zeit bekannten badischen KPD-Funktionär Georg Lechleiter. Mit diesem und anderen Kommunisten baute er ab 1941 systematisch die Lechleiter-Gruppe auf, eine der stärksten kommunistischen Widerstandsgruppen. Sie stellte in Mannheim nicht nur Flugblätter her, sondern auch die illegale Zeitung „Der Vorbote“, die sie bis zum „Auffliegen“ der Gruppe in Großbetrieben verteilte. Rudolf Langendorf wurde im Februar 1942 verhaftet, im Mai 1942 zusammen mit Georg Lechleiter und anderen Widerstandskämpfern zum Tode verurteilt und am 15. September 1942 in Stuttgart hingerichtet.

## Familie
Das Ehepaar Langendorf hatte zwei Söhne, Kurt und Hans, der beim Versuch, von der Wehrmacht überzulaufen, erschossen wurde.

## Ehrung
- In Mannheim ist eine Straße nach Rudolf Langendorf benannt.[1]